# London School of Economics and Political Science
La Scuola di economia e scienza politica di Londra (in inglese: London School of Economics and Political Science, LSE) è una prestigiosa scuola specializzata nelle scienze sociali dell'Università di Londra. Università pubblica riconosciuta come punto di riferimento mondiale per lo studio delle scienze sociali, la LSE va classificata, nel linguaggio tecnico dell'accademia anglofona, come research university, vale dire un istituto universitario la cui missione principale è la ricerca.
La LSE si è affermata nel tempo come un’università di grande prestigio, altamente selettiva (tra le prime venti più selettive al mondo) e capace di definire l’eccellenza dello standard accademico nelle scienze sociali. L'università è oggi considerata come un centro internazionale di eccellenza accademica, e la sua ricerca è un punto di riferimento a livello mondiale. Secondo il QS World University Rankings, infatti, la LSE si classifica al secondo posto nel mondo per le scienze sociali, dietro l'Università di Harvard. 
Il suo albo d'oro annovera tra gli ex studenti e ricercatori 21 premi Nobel, 60 capi di stato, un elevato numero di figure istituzionali, politiche, accademiche e diplomatiche di rilievo, oltre che volti noti della finanza e dell'imprenditoria globale. Secondo dati del 2017, il 27% di tutti i vincitori di un premio Nobel in Economia sono stati affiliati alla LSE, la quale è in questo frangente seconda solo all'Università di Chicago; percentuale che ammonta al 16% se si considerano invece i vincitori di premi Nobel in tutte le discipline. Con l'assegnazione dei Nobel del 2024 a Daron Acemoglu e James Robinson, questa percentuale ammonta ad oltre il 30%, vale a dire un terzo di tutti i vincitori. 
La LSE è membro del Russell Group, della Association of Commonwealth Universities, della European University Association ed è considerata parte del "triangolo d'oro" delle università britanniche (University of Oxford, University of Cambridge ed LSE, sebbene talvolta venga considerato parte di questo gruppo anche l'Imperial College).

## Storia
La scuola fu fondata nel 1895 da Sidney e Beatrice Webb, Graham Wallas e George Bernard Shaw, grazie a donazioni private tra cui un lascito di 20.000 sterline di Henry Hunt Hutchinson. I fondatori si ispirarono per i contenuti didattici al modello dell'école libre des sciences politiques di Parigi. Nel 1900 fu integrata nell'Università di Londra come facoltà di economia, ampliandosi per accogliere nuove scienze sociali, in particolare le scienze politiche, da cui ne deriva il nome.